# Julie Lechanteux
Julie Lechanteux, née le 22 décembre 1977 à Annecy (Haute-Savoie), est une femme politique française.
Membre du Rassemblement national depuis 2013, elle est conseillère départementale du Var de 2015 à 2021, élue dans le canton de Fréjus avec Richard Sert, ainsi qu'adjointe au maire de Fréjus David Rachline de 2014 à 2019.
Elle est élue députée européenne sur la liste du RN lors des élections européennes de 2019. En 2022, elle est élue députée dans la cinquième circonscription du Var.

## Biographie
Née le 22 décembre 1977 à Annecy, Julie Lechanteux est la fille d'un coiffeur et d'une vendeuse en parfumerie,. Elle arrive à Saint-Raphaël à l'âge de huit ans. Dans cette ville elle commence à étudier la gestion et la comptabilité au lycée Saint-Exupéry.
Titulaire d'un brevet de gestion comptabilité, elle est à la tête d'un salon de coiffure puis d'un traiteur de réception et enfin d'une agence immobilière.
Selon Le Monde, elle est issue du syndicat étudiant d'extrême droite la Cocarde étudiante. 
Ayant rejoint le Front national en 2013, elle se présente aux élections municipales de 2014 à Fréjus (Var) sur la liste de David Rachline, dont elle devient adjointe — chargée des affaires scolaires, de l'enfance et des loisirs — après sa victoire. L'année suivante, elle est candidate du FN aux élections départementales dans le canton de Fréjus : en binôme avec Richard Sert, elle l'emporte dès le premier tour, avec 51,2 % des voix,.
Candidate en seizième position sur la liste du Rassemblement national aux élections européennes de 2019, elle est élue députée européenne. Elle vote en juin 2021 contre une résolution exhortant les États de l’Union à « garantir l’accès universel à un avortement sûr et légal »,.
Julie Lechanteux est candidate aux élections législatives de 2022 dans la cinquième circonscription du Var. Au premier tour, elle arrive devant le député sortant Philippe Michel-Kleisbauer. Elle est élue au second tour avec 55,98 % des voix.
À l'Assemblée nationale, elle siège au sein du groupe RN et est membre de la commission des Lois.
Lors des élections législatives de 2024, elle est réélue députée de la cinquième circonscription du Var dès le premier tour avec 51,51% des voix.

### Proximité avec le gouvernement russe
Elle fait partie des élus du Rassemblement national qui ont accepté de participer à des missions d'observation électorale pour le compte de la Russie. Grâce au financement d'un « mystérieux bienfaiteur », elle se rend ainsi sur place lors de l'organisation du référendum constitutionnel de 2020, fortement contesté, mais dont elle affirme alors qu'il s'est « bien déroulé ».

### Vie privée
Elle a été la compagne de David Rachline de dix ans son cadet. En janvier 2023, elle dément auprès de L'Express avoir affirmé, dans le contexte de leur « séparation difficile », que « David Rachline se serait offert une montre —  la Hublot — avec de l'argent sale provenant » d'un entrepreneur varois.

## Synthèse des résultats électoraux

### Élections législatives
| Année | Parti  | Parti | Circonscription | 1er tour | 1er tour | 1er tour | 2d tour | 2d tour | 2d tour | Issue |
| Année | Parti  | Parti | Circonscription | Voix     | %        | Rang     | Voix    | %       | Rang    | Issue |
| ----- | ------ | ----- | --------------- | -------- | -------- | -------- | ------- | ------- | ------- | ----- |
| 2022  |        | RN    | 5e du Var       | 16 350   | 36,10    | 1re      | 24 342  | 55,98   | 1re     | Élue  |
| 2024  | 34 496 | RN    | 5e du Var       | 51,51    | 1re      |          |         |         | Élue    |       |

### Élections départementales
| Année | Parti | Parti | Canton | Binôme       | 1er tour | 1er tour | 1er tour | 2d tour | 2d tour | 2d tour | Issue |
| Année | Parti | Parti | Canton | Binôme       | Voix     | %        | Rang     | Voix    | %       | Rang    | Issue |
| ----- | ----- | ----- | ------ | ------------ | -------- | -------- | -------- | ------- | ------- | ------- | ----- |
| 2015  |       | FN    | Fréjus | Richard Sert | 6 948    | 51,17    | 1er      |         |         |         | Élue  |